# 东福尔郡
东福尔郡（挪威語：Østfold，聆听ⓘ）是挪威南部的郡，首府为萨尔普斯堡。该郡面积4,004.2平方公里，人口309,161（2023年），最大的城市是腓特烈斯塔。
2020年1月1日，東福爾郡因併入至新設之維肯郡而撤銷，但2024年1月1日重新设立。但原属于此郡的勒姆斯庫格市镇于2020年1月1日并入艾于什庫格-赫蘭市镇，因而现属于阿克什胡斯郡。

## 名稱由來
奧斯陸峽灣（Oslofjord）的舊名稱為「Fold」，而Østfold 的意思是「Fold 東部的地區」。該名稱最早記錄於 1543 年，在中世紀時，該郡的名稱為「Borgarsysla」，意為「博格城（即今日的萨尔普斯堡）的郡/行政區」。後來，當挪威處於丹麥統治之下時，丹麥國王將該地區劃分為多個男爵領地。1662 年，這些領地合併為一個郡，命名為「Smaalenenes Amt」，意為「由小型領地組成的郡」。1919 年，該名稱改回 Østfold。

## 地理
东福尔郡位於奧斯陸峽灣與瑞典之間。其地形以平坦為主，北部及沿瑞典邊境多為林地，中部有大型湖泊系統，沿海則是人口稠密的低地地區，擁有較大的群島。
挪威最長的河流格羅馬河流經該郡，並在腓特烈斯塔匯入奧斯陸峽灣。

## 人口
东福尔郡的大部份人口居住在沿海地區，莫斯、薩爾普斯堡、腓特烈斯塔和哈爾登等城市及一些人口相對密集的小市鎮都位於這些地方。除此之外，阿希姆和米森也是东福尔郡的重要城市之一。

## 市镇
东福尔郡下辖12个市镇：
- 哈尔登
- 莫斯
- 萨尔普斯堡
- 腓特烈斯塔
- 瓦勒爾
- 羅德
- 沃勒
- 希普特沃特
- 内东福尔
- 拉克斯塔
- 馬克爾
- 阿勒馬克